# Шмаровский сельсовет
Шмаровский сельсовет — муниципальное образование со статусом сельского поселения в Мордовском районе Тамбовской области.
Административный центр — село Шмаровка.

## История
В соответствии с Законом Тамбовской области от 17 сентября 2004 года № 232-З установлены границы муниципального образования и статус сельсовета как сельского поселения.

## Население
| 2010 | 2012 | 2013 | 2014 | 2015 | 2016 | 2017 |
| ---- | ---- | ---- | ---- | ---- | ---- | ---- |
| 1044 | ↘973 | ↘919 | ↘879 | ↘843 | ↘823 | ↘795 |
| 2018 | 2019 | 2020 | 2021 |      |      |      |
| ↘766 | ↘755 | ↘731 | ↘712 |      |      |      |

## Состав сельского поселения
| № | Населённый пункт | Тип населённого пункта       | Население |
| - | ---------------- | ---------------------------- | --------- |
| 1 | Ерёминка         | село                         | ↘65       |
| 2 | Кужное           | село                         | ↘670      |
| 3 | Сомовка          | село                         | 0         |
| 4 | Шмаровка         | село, административный центр | ↘309      |